# Leshibitse
Leshibitse är en ort (village) i distriktet Kgatleng i Botswana. 